# Aristóteles y Dante se sumergen en las aguas del mundo
Aristóteles y Dante se sumergen en las aguas del mundo (en inglés, Aristotle and Dante Dive into the Waters of the World) es una novela de literatura juvenil del escritor estadounidense Benjamin Alire Sáenz. Fue publicada originalmente el 12 de octubre de 2021 por Simon & Schuster y en español en el mismo mes por Editorial Planeta. Es la secuela de Aristóteles y Dante descubren los secretos del universo. 
La trama está ambientada principalmente en El Paso (Texas) de 1987 a 1988 y se desarrolla como una continuación inmediata del libro anterior, en la que Aristóteles «Ari» Mendoza y Dante Quintana entablan una relación romántica enfrentándose a todo tipo de adversidades y explorando su lugar en el mundo.
Tras su publicación recibió críticas positivas de revistas especializadas y se posicionó en la lista de los más vendidos del The New York Times y de IndieBound.

## Historia
En 2016 Benjamin Alire Sáenz confirmó escribiría una secuela del libro. Originalmente se iba a titular There Will Be Other Summers (en español, Habrá otros veranos). En julio de 2020 anunció que terminó que escribir el libro, y que además le cambiaría el título: «Los chicos me llevaron a otra dirección y fui con ellos. Y cuando estaba en la página 400, encontré el título». En febrero de 2021 confirmó que su título definitivo sería Aristotle and Dante Dive into the Waters of the World [Aristóteles y Dante y que su fecha de estreno sería el 12 de octubre del mismo año.

## Críticas y recibimiento
Publishers Weekly en su reseña elogió las «manos poéticas y cuidadosas de Sáenz» y la «voz obstinada y escrutadora de Ari», en una trama que aborda temas como el sexismo, el racismo, la homofobia, la masculinidad tóxica, el duelo, y sobre todo, «cómo amar y ser amado».
Booklist, una revista de la Asociación de Bibliotecas de Estados Unidos, reseñó y calificó el libro como «una novela brillante, centrada en los personajes, que desafía a sus propios lectores a pensar en la vida mientras se enamoran de esos dos personajes inolvidables, Aristóteles y Dante».
La crítica del School Library Journal señaló la trama con un tierno romance adolescente que se inmiscuye en los temas de temas de identidad y pertenencia. Asimismo, calificó el libro de «ritmo lento y poético» y como una «montaña rusa impulsada por la esperanza, los besos deslumbrantes y una caracterización exquisita».

### Premios y reconocimientos
- Kirkus Reviews lo agregó en su lista de mejores libros de literatura juvenil de 2021.[9]
- Fue seleccionado por Booklist Editors' Choice en su lista de mejores libros de 2021.[cita requerida]
- Fue ganador del Audie Award for Best Male Narrator de 2022 por su versión como audiolibro, narrado por Lin-Manuel Miranda.[cita requerida]
- Fue finalista en los Goodreads Choice Awards de 201 a mejor ficción de literatura juvenil, quedando en cuarto lugar.[10]